# Дженіс Ієн
Дженіс Ієн (Janis Ian), справжнє ім'я Дженіс Едді Фінк (Janis Eddy Fink; нар. 7 квітня 1951, Нью-Йорк, США) — вокалістка, гітаристка, авторка текстів, композиторка, продюсерка.

## Життєпис

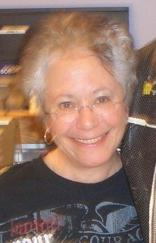
Дженіс Ієн

Виконавиця вперше звернула на себе увагу ще підлітком, коли один з її ранніх творів «Hair Of Spun Gold» було опубліковано 1964 року в журналі «Broadside». З 1966 року Дженіс почала виступати у нью-йоркських клубах «Village Gate» та «Gaslight», виконуючи прості балади на засадах фолк-музики, що принесло їй контракт на записи. Першим результатом цього контракту став суперечливий твір «Society's Child (Baby I've Been Thinking)». Після презентації цього твору у телевізійній програмі Леонарда Бернстайна Дженіс здобула славу по всій країні. Ця її музична сповідь про нещасливе кохання між білою дівчиною та чорношкірим хлопцем виявилася дуже зрілою і стала натхненням для створення цілої серії подібних гострих творів, що атакували святенництво старшого покоління. Спів Дженіс лише підкреслив ліризм записаних нею досконалих, витриманих у фолк-стилі альбомів, з яких найбільшу популярність здобув «For All The Seasons Of Your Mind».
Після переїзду до Каліфорнії Дженіс почала писати твори для інших виконавців, а 1971 року повернулась до власної кар'єри разом з альбомом «Present Company». Її позиції на музичному ринку зміцнив лонгплей «Stars», що відображав дуже особистий стиль співачки. Заглавний твір з цього альбому пізніше з'явився у багатьох інших версіях, а пісня «Jesse» у виконанні Роберти Флек, потрапила до американського «Тор-10». На черговому альбомі «Between The Lines» знаходився твір «At Seventeen» — єдиний з усіх записів артистки, що піднявся на вершину американського чарту.
Пізні роботи Дженіс відображали зростання досвідченості та витонченість вокалістки. Хоча, скажімо, до лонгплею «Night Rains» і ввійшли два досконалі твори «The Foxes» та «The Bell Jar», критики все частіше почали підкреслювати нудносолодкий сентименталізм і постійні оплакування співачкою самої себе.
У 1980-х роках кар'єра артистки значно поблякла і здавалося, що Дженіс Ієн надовго розпрощалась з музикою. Однак 1991 року вона знову почала виступати, з'явившись після десятирічної перерви на концертах у Великій Британії. Уклавши 1993 року угоду з фірмою «Morgan Creek», Дженіс записала перший після великої перерви альбом «Breaking Silence». 1995 року своє повернення до музичної діяльності співачка підтвердила черговим виданням — альбомом «Revenge».

## Особисте життя
Дженіс Ієн одружилася з португальським режисером Тіно Сарго в 1978 році. У 1983 році вони розлучилися. Деталі фізичного та емоційного насильства з боку Сарго, Ієн описала у своїй автобіографії. Переїхавши в Нашвілл, вона познайомилася з Патрісією Снайдер в 1989 році. У 1993 році Ієн зробила камінг-аут як лесбійка, випустивши альбом «Breaking Silence». Снайдер та Ієн одружилися в Торонто 27 серпня 2003 року. В Ієн є пасербиця і двоє онуків зі Снайдер.

## Дискографія
- 1967: Janis Ian
- 1967: For All The Seasons Of Your Mind
- 1968: The Secret Life Of J.Eddy Fink
- 1969: Who Really Caves
- 1971: Present Company
- 1974: Stars
- 1975: Between The Lines
- 1976: Aftertones
- 1977: Miracle Row
- 1978: Janis Ian
- 1979: Night Rains
- 1980: The Best Of Janis Ian
- 1980: My Favourites
- 1981: Restless Eyes
- 1992: Up Til Now
- 1992: At Seventeen
- 1993: Breaking Silence
- 1995: Revenge
- 1995: Live On The Test 1976
- 1997: Hunger
- 1998: Unreleased 1: Mary's Eyes
- 1999: The Bottom Line Encore collection (Live 1980)
- 2000: Unreleased 2: Take No Prisoners
- 2000: god & the fbi
- 2001: Unreleased 3: Society's Child
- 2002: Lost Cuts 1
- 2003: Janis Ian Live: Working Without a Net
- 2004: Souvenirs: Best of Janis Ian 1972—1981 (збірка)
- 2004: Billie's Bones
- 2006: Folk is the New Black
- 2007: Ultimate Best (збірка, Японія)